# Whiro
Whiro är en underjordsgud i Oceaniens mytologi hos Maorifolket på Nya Zeeland. 
Son till Rangi och Papa, bror till Tane. 
Whiro ställde sig i opposition till Tane när denne försökte skilja föräldrarna åt för att ge plats åt det nya människosläktet. Han valde senare att stanna nere i jorden och blev därmed gud över denna domän. Maorierna betraktar honom som en ondsint gud.